# Antrifttal
Antrifttal – miejscowość i gmina w Niemczech, w kraju związkowym Hesja, w rejencji Gießen, w powiecie Vogelsberg.

## Współpraca
Miejscowość partnerska:
- Rosora, Włochy
- Seibelsdorf – dzielnica Marktrodach, Bawaria